# Jill Ciment
Jill Ciment (Montréal, 19 marzo 1953) è una scrittrice statunitense.

## Biografia
Nata nel 1953 a Montréal da Mortimer e Gloria Ciment, ha conseguito un Master of Fine Arts in scrittura creativa all'Università della California, Irvine.
Nel 1986 ha esordito nella narrativa con la raccolta di racconti Small Claims e in seguito ha pubblicato 7 romanzi e un memoir, Half a Life.
Insegnante di scrittura creativa all'Università della Florida, nel 2005 ha vinto il Premio Janet Heidinger Kafka con The Tattoo Artist e un suo romanzo, Ruth & Alex: l'amore cerca casa del 2009, è stato trasposto nell'omonima pellicola nel 2014.

## Opere

### Romanzi
- The Law of Falling Bodies (1993)
- Teeth of the Dog (1998)
- The Tattoo Artist (2005)
- Ruth & Alex: l'amore cerca casa (Heroic Measures, 2009), Roma, Newton Compton, 2015 traduzione di Stefania Rega ISBN 978-88-541-8169-4.
- Act of God (2015)
- The Hand That Feeds You con Amy Hempel (2015)
- The Body in Question (2019)

### Racconti
- Small Claims (1986)

### Saggi
- Half a Life (1996)

## Adattamenti cinematografici
- Ruth & Alex - L'amore cerca casa (5 Flights Up), regia di Richard Loncraine (2014)

## Premi e riconoscimenti
- Premio Janet Heidinger Kafka: 2005 vincitrice con The Tattoo Artist
- Guggenheim Fellowship: 2006[8]